# Chaperiopsis boninensis
Chaperiopsis boninensis är en mossdjursart som först beskrevs av Silén 1941.  Chaperiopsis boninensis ingår i släktet Chaperiopsis och familjen Chaperiidae. Inga underarter finns listade i Catalogue of Life.